# مسجد أسماء خانم
مسجد أسماء خانم، وهو مسجد أثري من مساجد العراق التراثية القديمة، وأسس هذا المسجد من قبل السيدة أسماء خانم بنت يوسف سنة 1260هـ/ 1844م، ويقع المسجد في جانب الرصافة من العاصمة بغداد في منطقة السراي قريباً من مبنى القشلة قرب مجمع الأدباء حالياً في مبنى (أمانة العاصمة القديم).
والمسجد صغير المساحة، ولهُ باب من الخشب الصاج قديمة، وفوق الباب تم وضع زخرفة وكتب عليها بآية قرآنية على الكاشي الكربلائي الأزرق ومخطوطة بخط جميل، وتقام فيهِ حالياً بعض أوقات الصلاة المكتوبة، وتم تعميره وتجديده، والمسجد مستلم من قبل ديوان الوقف السني في العراق وحالته مضبوطة.